# Hyperion (album)
Hyperion è un album del 2002 del gruppo musicale metal Manticora.
Prende ispirazione dal noto ciclo di romanzi I Canti di Hyperion dello scrittore statunitense Dan Simmons.

## Tracce

### Edizione standard
1. A Gathering of Pilgrims – 2:21
2. Filaments of Armageddon – 7:36
3. The Old Barge – 3:51
4. Keeper of Time - Eternal Champion – 7:53
5. Cantos – 7:00
6. On a Sea of Grass - Night – 1:41
7. Reversed – 7:36
8. On a Sea of Grass - Day – 3:03
9. A Long Farewell – 8:44
10. At the Keep – 4:40
11. Swarm Attack (strumentale) – 2:09
12. Loveternaloveternal... – 7:03

### Tracce bonus edizione giapponese
1. Future World (cover dei Pretty Maids, da Future World, 1987) – 5:24

### Tracce bonus edizione rimasterizzata dal 2005
1. In Your Face – 5:55